# Muhammad Amin Muhammad Ahmad

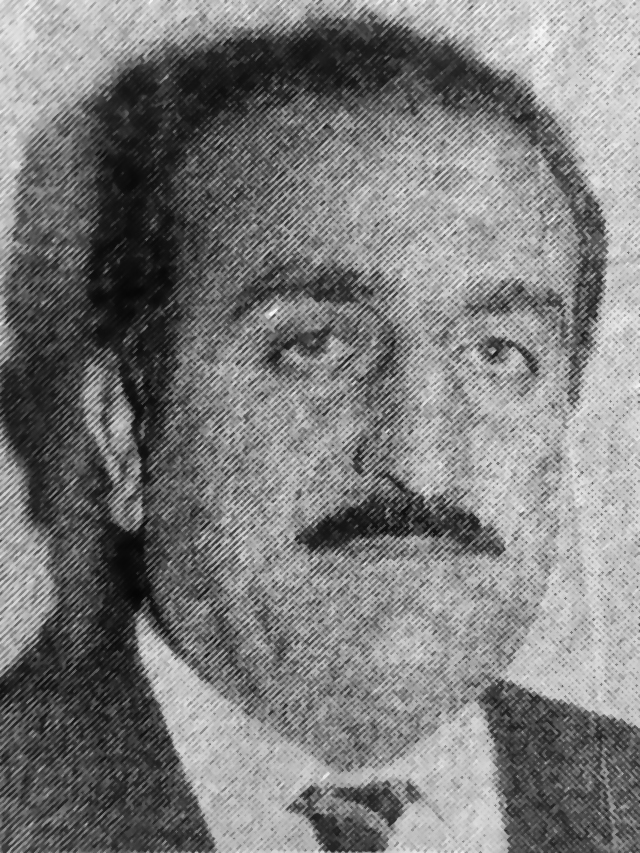
Muhammad Amin Muhammad Ahmad (1988)

Muhammad Amin Muhammad Ahmad, seltener auch Mohammed Amin Mohammed (* 1936, Irak) ist ein ehemaliger kurdischer Politiker im Irak.
Als Nachfolger von Babakr al-Pischdari war Ahmad von 1977 bis 1980 Vorsitzender des Legislativkomitees (Regionalparlament) der Kurdischen Autonomen Region im Nordirak, ehe er den Vorsitz an Ahmad an-Naqschbandi abgab. Von 1980 bis 1984 saß er für Dohuk in der Nationalversammlung in Bagdad, 1984 dann wurde er stellvertretender Gouverneur von Erbil.
Von 1986 bis 1989 war er Generalsekretär (Minister) für Kultur und Jugend im Exekutivrat (Regionalregierung) der Kurdischen Autonomen Region unter Regierungschef Sirwan Abdullah Hussein.